# Nagroda za najlepszą szwedzką powieść kryminalną
Najlepsza szwedzka powieść kryminalna (szw. Bästa svenska kriminalroman) – szwedzka nagroda literacka, od 1982 przyznawana corocznie przez Szwedzką Akademię Twórców Literatury Kryminalnej (Svenska Deckarakademin).

## Laureaci
Obok nazwisk autorów widnieją tytuły wyróżnionych powieści.
- 2019 Camilla Grebe - Skuggjägaren
- 2018 Stina Jackson(inne języki) - Silvervägen (pol. Srebrna droga)
- 2017 Camilla Grebe - Husdjuret[1]
- 2016 Malin Persson Giolito - Störst av allt (pol. Ruchome piaski)
- 2015 Anders de la Motte - Ultimatum
- 2014 Tove Alsterdal(inne języki) - Låt mig ta din hand (pol. Weź mnie za rękę)
- 2013 Christoffer Carlsson - Den osynlige mannen från Salem (pol. Niewidzialny człowiek z Salem)
- 2012 Åsa Larsson – Till offer åt Molok (pol. W ofierze Molochowi)
- 2011 Arne Dahl – Viskleken (pol. Głuchy telefon)
- 2010 Leif GW Persson – Den döende detektiven (pol. Umierający detektyw)
- 2009 Roslund & Hellström – Tre sekunder (pol. Trzy sekundy)
- 2008 Johan Theorin – Nattfåk (pol. Nocna zamieć)
- 2007 Håkan Nesser – En helt annan historia (pol. Całkiem inna historia)
- 2006 Stieg Larsson – Flickan som lekte med elden (pol. Dziewczyna, która igrała z ogniem)
- 2005 Inger Frimansson(inne języki) – Skuggan i vattnet
- 2004 Åsa Larsson – Det blod som spillts (pol. Krew, którą nasiąkła)
- 2003 Leif GW Persson – En annan tid, ett annat liv (pol. W innym czasie w innym życiu)
- 2002 Kjell Eriksson – Prinsessan av Burundi (pol. Księżniczka Burundi)
- 2001 Åke Edwardson – Himlen är en plats på jorden (pol. Niebo to miejsce na ziemi)
- 2000 Aino Trosell(inne języki) – Om hjärtat ännu slår
- 1999 Sven Westerberg(inne języki) – Guds fruktansvärda frånvaro
- 1998 Inger Frimansson(inne języki) – God natt min älskade (pol. Dobranoc, kochanie)
- 1997 Åke Edwardson – Dans med en ängel (pol. Taniec z aniołem)
- 1996 Håkan Nesser – Kvinna med födelsemärke
- 1995 Henning Mankell – Villospår (pol. Fałszywy trop)
- 1994 Håkan Nesser – Borkmanns punkt (pol. Punkt Borkmana)
- 1993 Kerstin Ekman – Händelser vid vatten (pol. Czarna woda)
- 1992 Gösta Unefäldt(inne języki) Polisen och mordet i stadshuset
- 1991 Henning Mankell – Mördare utan ansikte (pol. Morderca bez twarzy)
- 1990 Jean Bolinder(inne języki) – Dödisgropen
- 1989 Kjell-Olof Bornemark(inne języki) – Skyldig utan skuld
- 1988 Jan Guillou – I nationens intresse (pol. W interesie narodu)
- 1987 Olov Svedelid(inne języki) Barnarov
- 1986 Staffan Westerlund(inne języki) – Större än sanningen
- 1985 Jean Bolinder(inne języki) – För älskarns och mördarns skull
- 1984 Staffan Westerlund(inne języki) – Svärtornas år
- 1983 Ulf Durling(inne języki) – Lugnet efter stormen
- 1982 Leif GW Persson – Samhällsbärarna (pol. Filary spoleczenstwa)